# Nyctimus
Nyctimus es un género de arañas cangrejo de la familia Thomisidae. Fue descrito por el aracnólogo sueco Tord Tamerlan Teodor Thorell en 1877.
Aparece registrado en una sección de la publicación Annali del Museo civico di storia naturale di Genova, 10.

## Especies
- Nyctimus bistriatus Thorell, 1877
- Nyctimus trimeni (Simon, 1895)